# Eddie Deezen
Eddie Deezen est un acteur américain, né le 6 mars 1958 à Cumberland, dans le Maryland (États-Unis).

## Filmographie

### Cinéma
- 1978 : Rayon laser (Laserblast) : Froggy
- 1978 : Crazy Day (I Wanna Hold Your Hand) : Richard 'Ringo' Klaus
- 1978 : Grease : Eugene Felnic
- 1979 : 1941 : Herbie Kazlminsky
- 1980 : Une nuit folle, folle (Midnight Madness) : Wesley
- 1981 : Desperate Moves : Red
- 1982 : Grease 2 : Eugene Felnic
- 1982 : Zapped! : Sheldon
- 1983 : WarGames : Malvin
- 1984 : Surf II : Menlo
- 1984 : Hotel Monplaisir (The Rosebud Beach Hotel) : Sydney
- 1985 : Polish Vampire in Burbank : Sphincter
- 1985 : Delta Pi : Lane
- 1985 : Suivez cet oiseau (Sesame Street Presents: Follow that Bird) : Donnie Dodo (voix)
- 1986 : Les Bons tuyaux (The Longshot) : Parking Attendant
- 1986 : The Whoopee Boys : Eddie Lipschultz
- 1987 : Dorf's Golf Bible (vidéo) : Waldo
- 1987 : Happy Hour : Hancock
- 1987 : Million Dollar Mystery : Rollie
- 1988 : Beverly Hills Vamp : Kyle Carpenter
- 1988 : Critters 2 (Critters 2: The Main Course) : Hungry Heifer Manager
- 1988 : Assault of the Killer Bimbos : Dopey Deputy
- 1989 : Hollywood Boulevard II : Walter
- 1990 : Dorf Goes Auto Racing (vidéo)
- 1990 : Wedding Band (es) : Slappy the Clown
- 1990 : The Boss, (Mob Boss) (vidéo) : Tony
- 1991 : Roco.o.Rico (Rock-A-Doodle) : Snipes (voix)
- 1994 : Teenage Exorcist : Eddie
- 1994 : Le Silence des jambons (Il Silenzio dei prosciutti) : Video Cameraman
- 1995 : Mr. Payback: An Interactive Movie : Phil The Guard
- 1996 : Agent zéro zéro (Spy Hard) de Rick Friedberg : Rancor Guard Who Gets Spit On
- 1997 : Le Petit Grille-pain courageux : À la rescousse (The Brave Little Toaster to the Rescue) (vidéo) : Charlie (voix)
- 2004 : Le Pôle express (The Polar Express) de Robert Zemeckis : Know-It-All

### Télévision
- 1979 : Champions: A Love Story (TV) : Eric Philpot
- 1981 : Homeroom de Michael Zinberg (court métrage) : Ron Carp
- 1985 : Punky Brewster
- 1990 : Dan Turner, Hollywood Detective (TV) : Himalayan Operator
- 1992 : Mother Goose & Grimm (série télévisée) : Ham (voix)
- 1994 : Scooby-Doo et les Contes des mille et une nuits (Scooby-Doo in Arabian Nights) (TV) : Caliph (voix)
- 1995 : Le Cerveau artificiel (The Computer Wore Tennis Shoes) (TV) : Agent Tucker
- 1999 : Le Laboratoire de Dexter: Ego trip (en) (Dexter's Laboratory Ego Trip) (TV) : Mandark (voix)
- 2000 : Pigs Next Door (série télévisée) (voix)
- 2001 : Galaxie Lloyd (Lloyd in Space) (série télévisée) : Larry (unknown episodes)
- 2005 : Kim Possible, le film : Mission Cupidon (TV) : Ned (voix)

## Jeu vidéo
- 2006 : Cartoon Network Racing : Mandark (voix)